# Marcel Kunstmann
Marcel Kunstmann (Ribnitz-Damgarten, 6 juni 1988) is een Duits voetballer die doorgaans speelt als spits. In januari 2017 verruilde hij TSV Havelse voor Krähenwinkel.

## Clubcarrière
Kunstmann begon zijn carrière bij de jeugd van de plaatselijke voetbalvereniging PSV Ribnitz-Damgarten. Bij die club speelde hij ook in het eerste elftal, totdat hij in 2010 de overstap maakte naar Hansa Rostock. Daar speelde hij twee jaar in het belofteteam en hij wist daar elf doelpunten te maken in iets meer dan vijftig wedstrijden. Daarna vertrok de spits om bij SC Verl in de Regionalliga West. In dat seizoen kroonde Kunstmann zich tot clubtopscorer met zestien doelpunten in het seizoen. Met die cijfers trok de aanvaller de aandacht van 3.Liga-club VfL Osnabrück, waar hij een tweejarige verbintenis ondertekende. Daar kon Kunstmann zich niet bewijzen, een half jaar later zette hij een stap terug en trok naar Wormatia Worms. Via SC Verl en FC Schönberg 95 kwam hij in 2016 bij TSV Havelse terecht. Een halfjaar later trok Krähenwinkel hem aan.